# Batman et Spider-Man
Batman et Spider-Man (Batman/Spider-Man: New Age Dawning en version originale) est un comics américain qui amène Batman et Spider-Man à faire équipe. Ce crossover, co-édité par DC Comics et Marvel Comics, est réalisé par J. M. DeMatteis et Graham Nolan en 1997. 
C'est la deuxième fois que les deux héros font équipe. En 1995, un premier one shot Spider-Man - Batman : Esprits dérangés (Spider-Man and Batman: Disordered Minds) avait également été réalisé par J. M. DeMatteis avec les dessins de Mark Bagley.

## Synopsis
Batman et Spider-Man se retrouvent une seconde fois pour faire équipe contre Ra's al Ghul et Wilson Fisk.

## Éditions
- 1998 : Batman & Spider-Man (Semic, collection Spécial DC).